# 蒙古语维基百科

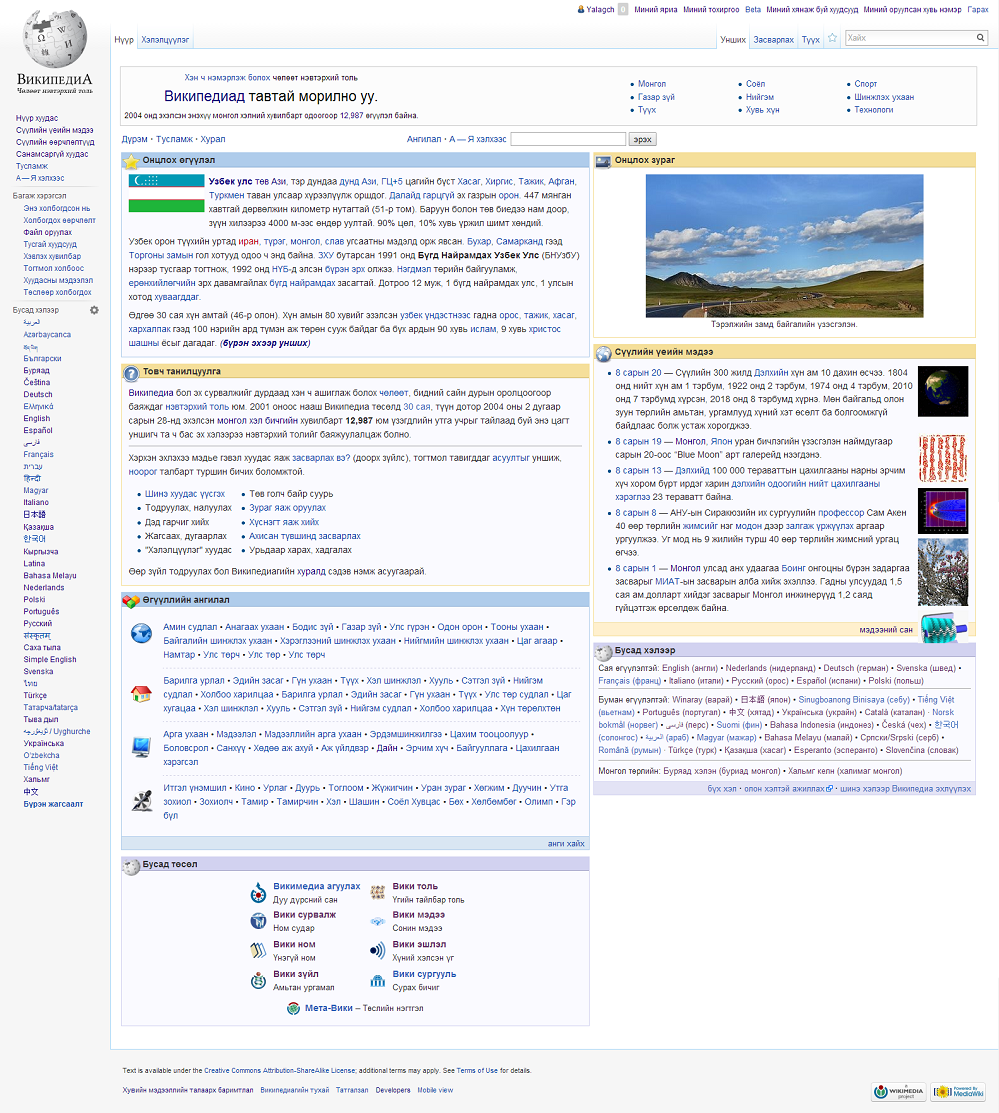
蒙古语维基百科于2014年的首页截图

蒙古语维基百科是维基百科协作计划，並以新蒙文編寫的蒙古语版本，由非营利组织──维基媒体基金会维持负责。创立于2004年2月28日。截至2021年9月15日已经创建条目20788篇。网址位于http://mn.wikipedia.org/。活跃用户人数为104人（2011年8月），而注册用户人数为19105人，有7位管理员。包括讨论页、重定向页等在内的总页数约为2.2万，已上传约600个文件，文章深度为42.7。

## 发展
条目数：
- 2011年11月17日-6900篇条目
- 2012年2月1日-7593篇条目
- 2012年9月15日-8018篇条目

2013年5月4日，以9438篇条目，在维基百科所有语言版块中排名第120位。
编辑数：
- 2012年2月1日-273497次编辑
- 2012年9月15日-302001次编辑

## 问题
蒙古语维基百科的主要问题是缺乏积极的贡献者和蒙古语的权威书面资源。

## 外部連結
- 蒙古語維基百科 （页面存档备份，存于）